# Дом с атлантами на Солянке
Дом с атлантами — обиходное название бывшего доходного дома с чайным магазином Торгового дома «Д. и А. Расторгуевы» на улице Солянка в Москве. Дом построен в 1882 г. по проекту архитектора В. Н. Карнеева. Расположен на исторической территории Белого города (урочище Кулишки). Выявленный объект культурного наследия; входит в состав пяти кварталов достопримечательного места «Хитровка».

## История
Дом построен в 1882 году архитектором В. Н. Карнеевым во владении купца 1-й гильдии А. Д. Расторгуева. Фасады здания, включая дворовые, отделаны штукатурной профилировкой. Главный фасад украшают фигуры атлантов, поддерживающих балкон над центральным входом, львиные маски под карнизом и жезлы Меркурия на замковых камнях окон первого этажа. Балконы оформлены литыми ограждениями из чугуна.
На первом этаже были устроены своды Монье, отделанные штукатурными профилями. Двери входов первого этажа выполнены из дуба. Под домом, в сводчатом подвале, находились складские помещения, в том числе винный склад Джорждадзе и котельная. В роскошно отделанных интерьерах жилых квартир верхних этажей были мраморные подоконники, мраморные камины итальянской работы и паркетные полы (богатая отделка комнат утрачена, сохранилась лишь первоначальная структура помещений). Лепной декор парадной лестницы сохранился. Ступени и площадки выполнены из доломита, лестничные решётки кованные с чугунными столбиками на поворотах. Первоначально дом был оборудован лифтом, привезённым из Франции.
В 1902—1909 годах зданием владел купец 1-й гильдии, коммерции советник Д. А. Расторгуев; в 1909—1917 годах — российский промышленник и предприниматель, сахарозаводчик, покровитель искусств П. И. Харитоненко.
На первом этаже владения Расторгуевых находились их чайный магазин, занимавший 10 комнат, и типография Израильского в 3 комнаты. Выше были устроены четыре сдававшиеся внаём квартиры — по две на этаже. В 1914 году на втором этаже размещались квартиры Эденберг (14 комнат) и Рябушинского (13 комнат), на третьем этаже были две квартиры А. Н. и Е. В. Ляпуновых (по 14 и 13 комнат). Здесь родился и вырос будущий советский математик, один из основоположников кибернетики, член-корреспондент АН СССР А. А. Ляпунов.
В 1910-х годах Ляпуновы разместили в своих квартирах на третьем этаже собранную ими обширную коллекцию картин и икон. По словам С. Т. Коненкова, эта коллекция была одной из пяти лучших московских собраний. В коллекции находились в основном произведения русских художников — Боровиковского, Левицкого, Тропинина, Венецианова, Кипренского, Брюллова, Рокотова, Щедрина, Куинджи, Сурикова, Репина, Верещагина, Виктора и Аполлинария Васнецовых,Врубеля, Коровина, Остроухова, Мещерина, Грабаря, Ендогурова, Борисова-Мусатова, Сомова, Бенуа, Сапунова и др. Кроме того, было собрано 29 полотен Левитана, мастерская которого находилась неподалёку, в Большом Трёхвятительском переулке. Были здесь и работы западных авторов — Гейнсборо, Коро, Моне, Сезанна.
В приобретении произведений Ляпуновых консультировали И. С. Остроухов и И. Э. Грабарь, восхищавшийся художественным чутьём А. Н. Ляпунова. Со временем он и его жена искусствовед В. Мещерина стали друзьями дома Ляпуновых. После революции часть коллекции была передана в Третьяковскую галерею.
В 1923—1926 годах дом находился в ведении Жилищного товарищества. В 1927 году передан учреждениям здравоохранения, позднее — Академии медицинских наук СССР. Здесь жили: директор Института биохимии В. В. Потёмкин и сотрудник института Г. Г. Каранович. В квартире № 5 проживали известные ученые физик П. П. Лазарев и химик С. С. Наметкин. С 1970 года в здании находился проектный институт Минздрава РСФСР.

### Планы реконструкции

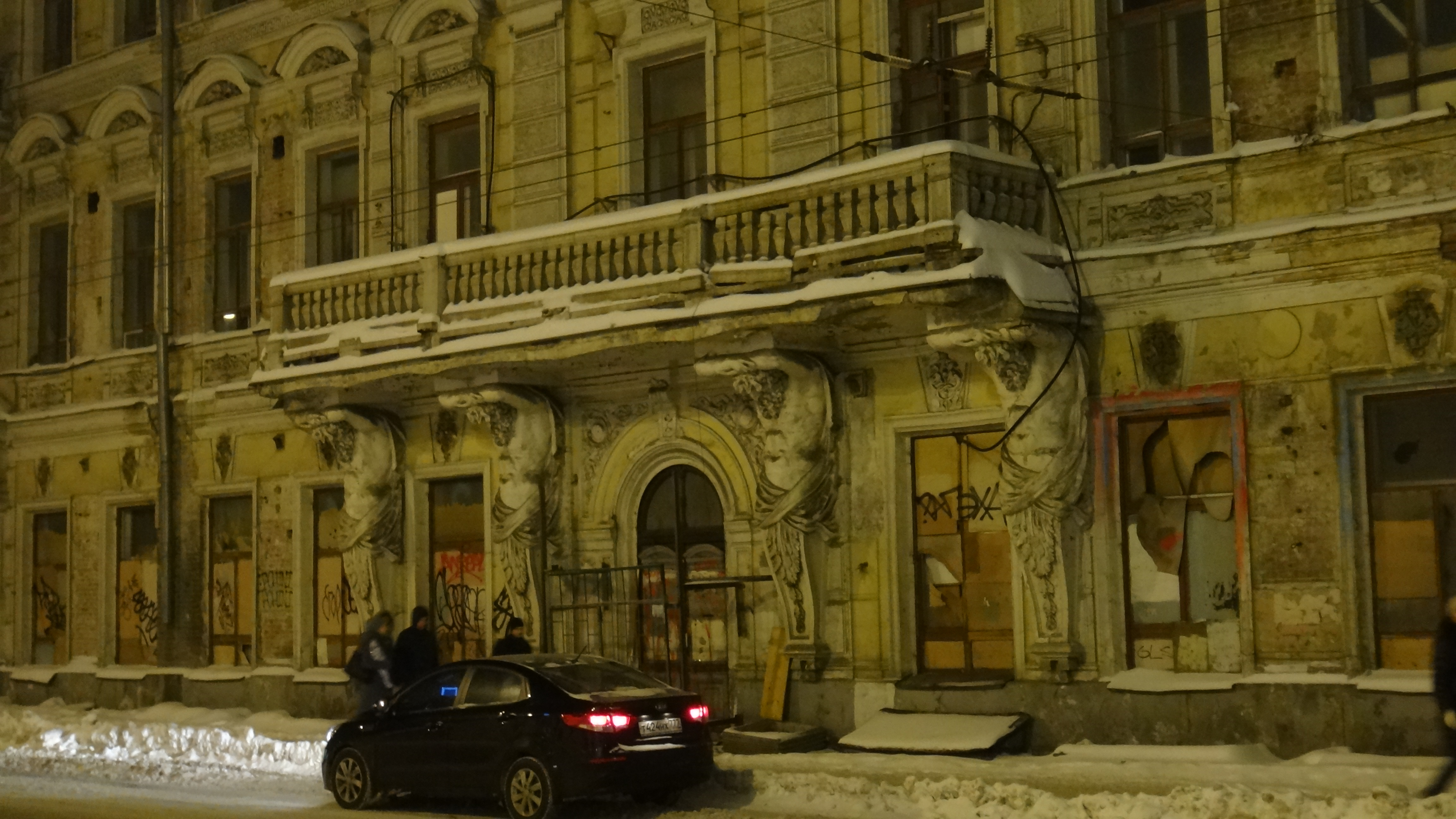
Атланты, давшие зданию его обиходное название

В 2003 году пришедший в аварийное состояние «Дом с атлантами» в числе шести зданий домовладения был передан на праве оперативного управления ФГУП «Дирекция единого заказчика-застройщика» Минздрава России, в 2004 году заключившее инвестиционный договор с ООО «Еврострой» на создание административно-офисно-гостиничного комплекса. Мэр Москвы Юрий Лужков называл дом среди адресов, предназначенных для нового строительства.
В 2004 году дому присвоен статус выявленного объекта культурного наследия. В 2008 году по заказу ООО «Еврострой» фирмой ООО «Фирма АРС С» были выполнены подробные обмерные чертежи планов, фасадов и элементов декора.
В феврале 2016 право собственности перешло к Государственной корпорации «Ростех». 12 марта 2016 года в доме был проведён общественный субботник с целью предотвращения вандализма, в котором участвовало более 70 человек. Были забиты окна первого этажа, вставлены замки. К «Ночи музеев» была приурочена акция «Художественные сокровища „Дома с атлантами“», проведённая градозащитниками при поддержке Третьяковской галереи.
Собственник признал этот объект непрофильным и подлежащим отчуждению, в связи с чем здание с февраля 2017 года выставлялось им на торги. В мае 2018 года состоялся аукцион, по результатам которого определился новый собственник памятника — ООО «ВМС Девелопмент». В отношении бывшего собственника Департаментом культурного наследия города Москвы возбуждено административное дело по части 3 статье 7.13 КоАП РФ (бездействие), так как признание объекта непрофильным не освобождает собственника от ответственности за его сохранение. В июле 2018 года Мосгорнаследие выдало новому собственнику здания разрешение на подготовительные работы. Новый владелец сможет приступить к его реставрации только после подготовки проектной документации. Осенью 2018 года были начаты подготовительные работы перед восстановлением здания. В феврале 2019 года началась разработка проекта реставрации доходного дома.
В октябре 2022 года была завершена реставрация фасада, со здания сняли строительные леса. Работы по реконструкции внутренностей дома будут продолжаться в течение 2023 года.